# Montegalda
Montegalda település Olaszországban, Veneto régióban, Vicenza megyében. Lakosainak száma 3353 fő (2023. január 1.). Montegalda Grisignano di Zocco, Grumolo delle Abbadesse, Montegaldella, Cervarese Santa Croce, Longare és Veggiano községekkel határos.

## Népesség
A település népességének változása:
| Lakosok száma | 3428 | 3431 | 3353 |
|               | 2017 | 2018 | 2023 |